# Pristava pri Lesičnem
Pristava pri Lesičnem este o localitate din comuna Podčetrtek, Slovenia, cu o populație de 26 de locuitori.